# Kunzea ericoides
Espèce
Classification phylogénétique
Kunzea ericoides est une espèce de plantes à fleurs de la famille des Myrtaceae. C'est un arbre ou un arbuste poussant en Australie (Australie-Méridionale, Victoria, Nouvelle-Galles du Sud et Queensland) et en Nouvelle-Zélande. Jusqu'en 1983, il était classé dans le genre Leptospermum.
Il est particulièrement courant dans les broussailles côtières et colonise les terres après un incendie ou plus utilisées pour l'agriculture. Il peut pousser jusqu'à 2 000 mètres d'altitude. Avec ses petites fleurs blanches abondantes, il peut faire devenir une colline toute blanche, lui donnant presque l'apparence d'une couverture neigeuse. Son bois est très dur et ne se conserve pas dans le sol. Il est cependant utilisé pour faire des pieux de quai et des manches d'outils. Il est particulièrement populaire comme bois de chauffage.
En Nouvelle-Zélande, il peut atteindre jusqu'à 30 mètres de haut avec un tronc d'un mètre de diamètre. Les perruches à tête d'or utilisent son écorce pour se débarrasser des parasites. En plus de la consommer, elles peuvent aussi la mâcher, la mélanger à l'huile de leur glande uropygienne et l'appliquer sur leurs plumes.

## Sous-espèces
Selon NCBI (16 août 2011) :
- non-classé Kunzea ericoides var. ericoides
- non-classé Kunzea ericoides var. linearis
- non-classé Kunzea ericoides var. microflora
- non-classé Kunzea aff. ericoides var. microflora PJD-2008